# Macsevo
Macsevo (macedónul: Мачево), település Észak-Macedóniában, a Kelet-Macedóniai körzet Berovói járásában.

## Népesség
| Lakosok száma | 329  | 322  | 297  | 276  | 260  | 208  | 216  | 206  | 143  |
|               | 1948 | 1953 | 1961 | 1971 | 1981 | 1991 | 1994 | 2002 | 2021 |

2002-ben 206 lakosa volt, akik mindannyian macedónok.